# Lennox Castle
Lennox Castle er en forladt herregård i Lennoxtown, East Dunbartonshire, Skotland, der ligger omkring 19 km nord forf Glasgow.
Den er berømt for at have huset Lennox Castle Hospital, der var Skotlands "største institution for personer med indlæringsvanskeligheder".
Bygningen er opført mellem 1837 og 1841 af David Hamilton til John Lennox Kincaid, på Lennox of Woodhead Estate, hvor den erstattede Kincaid House.
I 1927 blev både bygning og jord købt af Glasgow Corporation, der ombyggede den til et hospital for personer med indlæringsvanskeligheder. Hospitalet åbnede 1936. Det lukkede igen i 2002.
Lennox Castle er en listed building i kategori A. I 2008 blev bygningen raseret af en brand, og siden har den stået som ruin.